# اسکادران ۱۰۷ اسرائیل

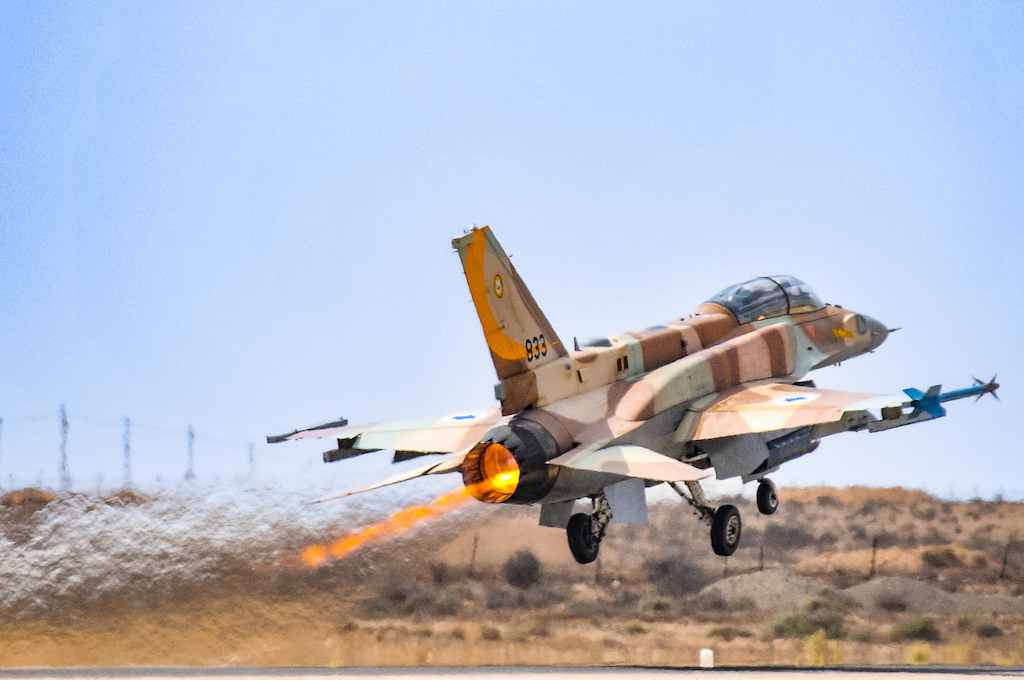
جنگنده اف-۱۶ متعلق به اسکادران ۱۰۷

اسکادران ۱۰۷ اسرائیل (انگلیسی: 107 Squadron) این اسکادران که با نام «شوالیه‌های دم نارنجی» نیز شناخته می‌شود، یک گردان هوایی جنگنده در نیروی هوایی اسرائیل است. این اسکادران هواپیماهای اف-۱۶ را از پایگاه هوایی هاتزریم در صحرای نگب اداره می‌کند.

## تاریخچه
اسکادران ۱۰۷ در ۲۵ ژانویه ۱۹۵۳ با یک اسکادران از هواپیماهای سوپرمارین اسپیت‌فایر در پایگاه هوایی رمات دیوید تأسیس شد. در سال ۱۹۵۴ هواپیماهای آن به نورث امریکن پی-۵۱ ماستنگ تغییر کرد. 
در فوریه ۱۹۶۲ این اسکادران توسط هواپیماهای گلاستر متئور از اسکادران ۱۱۷ و چند فروند داسو میراژ ۳ تقویت و سازماندهی مجدد شد. در سال ۱۹۶۵ چند فروند داسو اوراگان نیز به ناوگان این اسکادران اضافه گردید و با این ترکیب در جنگ شش‌روزه حضور داشت. 
در دسامبر ۱۹۷۱ اسکادران ۱۰۷ به پایگاه هوایی هاتزریم منتقل شد و ناوگان آن با جنگنده‌های اف-۴ فانتوم بروزرسانی شد. در جنگ یوم کیپور فانتوم‌های اسکادران ۱۰۷ موفق شدند ۱۴ جنگنده را سرنگون کردند. این اسکادران در درگیری ۱۹۷۸ جنوب لبنان و جنگ ۱۹۸۲ لبنان حضور داشت. فانتوم‌ها به مدت ۲۶ سال در این اسکادران خدمت کردند و در مجموع ۳۲ شکار هوا به هوا به دست آوردند. 
در سپتامبر ۲۰۰۵ ناوگان اسکادران ۱۰۷ با جنگنده‌های اف-۱۶ بروزرسانی شد. این اسکادران در جنگ ۲۰۰۶ اسرائیل و لبنان، جنگ ۲۰۰۸ غزه، جنگ ۲۰۱۲ غزه و عملیات خانه پوشالی در سال ۲۰۱۸ حضور داشت.